# Saponi
Saponi (tudi Sappony) je ime enega od vzhodnih plemen Indijancev iz rodu Siouan v Združenih državah Amerike. Sorodni so plemenom Tutelo, Occaneechi, Monacan, Manahoac in drugim vzhodnim ljudstvom Siouxov, katerih prvotno življenjsko območje je bilo v današnjih zveznih državah ZDA Severna Karolina in Virginija. Dve plemeni Saponi sta priznani s strani države Severna Karolina, to sta Occaneechee Band of the Saponi Nation in Haliwa-Saponi. Številne druge skupine in organizacije se imajo za potomce Saponi, med njimi Mahenips Band of the Saponi Nation v zaledju gorovja Ozarks z upravnim sedežem v West Plainsu, Misuri, Saponi Descendants Association (Združenje potomcev Saponi) v Teksasu in Saponi Nation of Ohio. Številne skupnosti trdijo, da so prav tako potomci Saponi zaradi sorodstva z Melungeoni, na primer Carmel Indians iz Carmela v Ohiu in skupina v okrožju Magoffin v Kentuckyju.

## Zgodovina
Prvi znani stik med Saponi in evropskimi naseljenci je bil zabeležen leta 1670, ko je John Lederer obiskal vas Saponi blizu Charlotte Court House v Virginiji. Leta 1671 sta Thomas Batts in Robert Fallam vodila odpravo, ki je prav tako prečkala to vas in vodila v drugo vas na Long Islandu (okrožje Campbell Virginija. Saponi, tako kot z njimi tesno povezani Occaneechee, so bili med Baconovim uporom leta 1676 brutalno napadeni s strani naseljencev, kar je bila posledica napadov nepovezanega plemena Doeg. V tem času so bili Saponi skoraj izumrli in so se skupaj s svojimi sorodniki in zavezniki Occaneechee in Tutelo, umaknili na tri otoke ob sotočju rek Dan in Staunton pri Clarksville (Virginija).
V začetku 18. stoletja so se Saponi z obema zavezniškima plemenoma gibali med Severno Karolino in Virginijo, poskušajoč se zaščititi pred vladama obeh kolonij in drugimi plemeni. Neuspešno so se borili proti severnim Irokezom in vodili vojno proti Tuscarora. Vir iz leta 1728 nakazuje, da je polkovnik William Byrd II. raziskoval obmejno območje med Severno Karolino in Virginijo, vodil ga je lovec Saponi po imenu Ned Bearskin. Byrd je naštel številna zapuščena koruzna polja, kar je kazalo na resne konflikte med lokalnimi plemeni. Leta 1740 se je skupina Saponi in Tutelov v Pensilvaniji predala Irokezom in se jim pridružila. Potem ko je večina Irokezov podprla Britance v ameriški osamosvojitveni vojni, so bili Saponi in Tuteli, ki so se pridružili Irokezom, skupaj z njimi po zmagi Američanov poslani v izgnanstvo v Kanado. Po tem času ni več zapisov o tem plemenu.
Genealogi so odkrili, da izraz Blackfoot v rodovniku vzhodnih Indijancev pogosto pomeni tudi Saponi. Saponi, ki so se pridružili belim, črnskin skupnostim ali Cherokee, Melungon in Goinstown Indijancem, so bili verjetno zaradi svojih črnih mokasinov pogosto imenovani "Blackfoot". Njihovi potomci tvorijo skupine, ki se danes imenujejo "vzhodni Blackfoot", "južni Blackfoot" ali preprosto "drugi Blackfoot", da se razlikujejo od Blackfootov iz Montane, Idaha in Kanade.

## Jezik
Malo je podatkov o izumrlem jeziku Saponijev. Po besedah Williama Byrda II. so govorili isti jezik kot Occaneechee in Stenkenock, verjetno tudi Meipontsky. V času, ko so bili zbrani jezikovni podatki, so se ti sorodni vzhodni plemeni Sioux naselili pri Fort Christanna v okrožju Brunswick v Virginiji. Medtem, ko je bil jezik Tutelov zelo dobro zabeležen s strani Horatia Halea, obstajata za Saponije le dva vira. Ni jasno ali se je jezik Saponijev sploh razlikoval od jezika Tutelov in če, v čem.
Eden od virov je seznam 46 izrazov in stavkov, ki jih je leta 1716 pri Fort Christianna zabeležil John Fontaine. Drugi so nekatera prevedena imena potokov, ki jih je William Byrd II. navedel v svoji knjigi History of the Dividing Line betwixt Virginia and North Carolina leta 1728. Fontainov seznam pa vsebuje le 16 do 20 izrazov iz jezikovne družine Sioux, ostali pa izvirajo iz irokeških in algonkinskih jezikov. Byrdov seznam prav tako vsebuje številna indijanska imena, ki niso sorodna jeziku Sioux.